# 三千櫻酒造
三千櫻酒造株式会社（みちざくらしゅぞう）は、北海道上川郡東川町に所在する酒造会社。

## 概要
1877年に岐阜県恵那郡田瀬村（現・中津川市）にて創業。創業者の名を冠した日本酒「三千櫻」を主力とする酒造会社であった。2010年代に入ると施設が老朽化したことに加え、地球温暖化の影響で、夏場には醸造が困難になるほどの高温になったことから移転を模索。大雪山系の湧水を背景に酒造会社の誘致を目指していた北海道上川郡東川町の公募に応じて、2020年に同地へ移転することとなった。東川町の醸造所は、町が施設を建設して三千櫻酒造に運営を委託する公設民営型となる。元々あった関東方面の販路に加え、町のバックアップにより地元の道の駅や空港での販売、ふるさと納税の返礼品にも利用される予定。

### 全国初の公設民営酒造とする発信と訂正
東川町は三千櫻酒造が全国初の公設民営であると発信し、マスメディアにおいてもそのように報道されていた。しかし、実際には島根県飯石郡飯南町の赤名酒造が2014年に公設民営酒造として設立されていた。2021年6月13日にNHKのおはよう日本で三千櫻酒造が全国初の公設民営酒造であると放送された後に、赤名酒造に対して嘘をついているのではないかとの電話が相次いだ。赤名酒造がNHKに確認したところ、東川町役場がその放送の情報源であったため、町役場に対し事情を確認するとツイート。6月14日に東川町は三千櫻酒造が全国初の公設民営酒造であったというのは誤りであったと判明したとして訂正とお詫びの文章を発表した。

### JAとの提携
JAひがしかわの輸出向けプライベートブランド商品を手掛けており、JAひがしかわが輸出専用の「酒造好適米」契約圃場を設置し、三千櫻酒造へ原料供給を行い商品製造が行われている。

## 製品
- 三千櫻